# Sergius Pauser
Sergius Pauser (* 28. Dezember 1896 in Wien; † 16. März 1970 in Klosterneuburg/Niederösterreich) war ein österreichischer Maler von Landschaften, Stillleben und Porträts.

## Leben

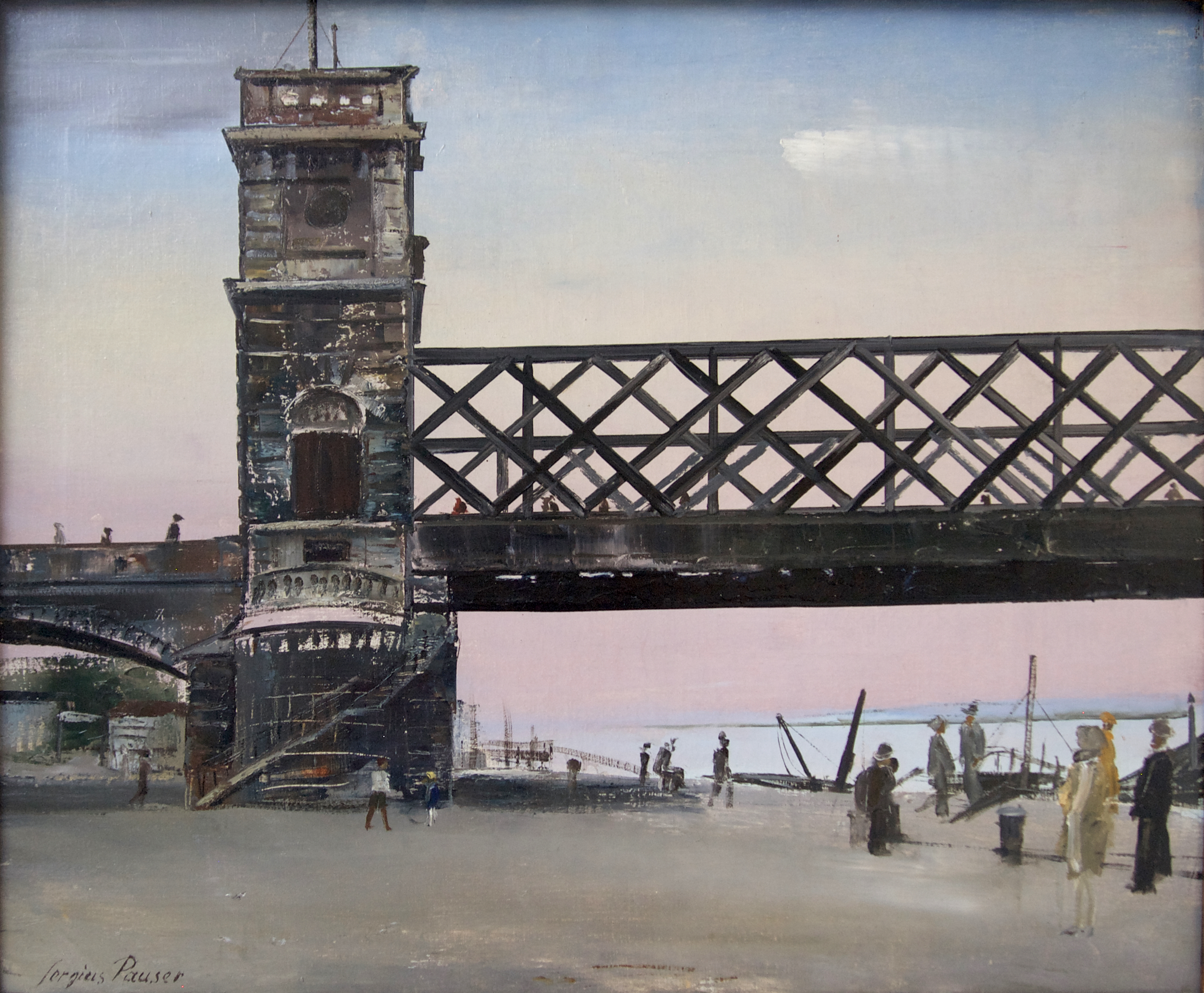
Reichsbrücke von Osten. Öl auf Leinwand (1929). In Privatbesitz.

Als junger Mann studierte er zunächst Architektur in Wien, wechselte dann zur freien Malerei und studierte von 1919 bis 1924 an der Akademie der Bildenden Künste München. In dieser Zeit beeindruckte ihn vor allem das künstlerische Werk von Max Beckmann, Otto Dix und Karl Hofer. 1925 kehrte er nach Wien zurück, studierte noch drei Monate an der Kunstakademie und wurde 1927 Mitglied der Wiener Secession.
Pausers künstlerisches Werk durchlief im Laufe seines Schaffens mehrere Wandlungen: Zunächst am Expressionismus orientiert, wandte er sich seit den späteren 1920er Jahren dem strengen Stil der Neuen Sachlichkeit zu, später bediente er sich wieder einer aufgelockerteren Malweise.
Ab 1930 wurde der Maler, der, unterstützt von wohlhabenden Mäzenen, häufig zu Studienaufenthalten nach Frankreich und Italien reiste, international bekannt. Er bestritt Ausstellungen in Deutschland, der Schweiz und den USA und erhielt zahlreiche Preise und Auszeichnungen: 1930 erhielt er den Preis der Stadt Wien, zwei Jahre später den Großen Österreichischen Staatspreis. 1935 wurde er gleich zweifach ausgezeichnet und erhielt sowohl die Große Goldene Ehrennadel der Stadt Budapest als auch den Preis der internationalen Carnegie-Ausstellung in Pittsburgh.
1934 und 1936 war Pauser bei der Biennale von Venedig vertreten und blieb bis 1939 Mitglied der Wiener Secession. 1942 erhielt er den Förderpreis für die Ausstellung „Das schöne Wiener Frauenbild“. Ab 1943 war er ein Jahr lang Leiter der Meisterschule für Bildnismalerei an der Wiener Akademie; eine Berufung an die Staatliche Akademie der Bildenden Künste Karlsruhe hatte er im Jahr zuvor abgelehnt.
Nach dem Krieg kehrte er 1945 an die Akademie zurück und lehrte dort bis 1967.
Die politische Haltung Pausers während des Nationalsozialismus in Österreich belegen folgende Dokumente und Quellen:
Der Künstler selbst berichtet in einem handschriftlich an Rudolf Hermann Eisenmenger adressierten Brief aus dem Jahre 1940 von einem Vorfall während einer Ausstellung im „Haus der deutschen Kunst“ in München, wo Hitler wutentbrannt Bilder des Künstlers abgehängt hatte:
„…Als die erste Ausstellung im ‚Haus der deutschen Kunst‘ in München eröffnet werden sollte … meine 3 besten Bilder … Sie wurden auch in München sehr schön gehängt, mit Kolig, Andersen, Dobrowski u. s. w. zusammen und dann samt und sonders vom Führer persönlich, unter Donnerwetter von den Wänden entfernt…“
Auch Rupert Feuchtmüller führt dieses Ereignis in seiner Monographie über Sergius Pauser (Wien/Edition Tusch 1977, S. 21) an: „…Da erfährt Pauser durch die Frau des Architekten Ludwig Troost im Jahre 1939 von Hitlers Zornausbruch bei der letzten Ausstellung im „Haus der Kunst“ in München, wo er alle modernen Gemälde als entartet bezeichnete…“
Isabella Ackerl beschrieb diesen Eklat folgendermaßen:
„... Die Einverleibung Österreichs in das Deutsche Reich … Als er jedoch hörte, dass Hitler angeblich in der Münchner Ausstellung einen Wutanfall erlitten und alle Werke als „entartet“ bezeichnet hätte, stürzte ihn diese Affäre in eine tiefe Depression und Existenzangst…“
Als jüngste Publikation, in der dieser Vorfall erwähnt wird, gilt Bernhard Bartas Buch „Das Malschiff“, Österreichische Künstlerkreise der Zwischenkriegszeit, Wien/Edition Schütz 2007, S. 43:
„…Bereits im Sommer 1937 entfernte Adolf Hitler persönlich, neben Bildern Anton Koligs und Sergius Pausers, auch Werke  von Josef Dobrowsky aus der Großen Deutschen Kunstausstellung im Münchener Haus der Deutschen Kunst…“ Allerdings war Pauser 1939 wieder auf der Großen Deutschen Kunstausstellung mit einem Tafelbild vertreten, das dem Kunstgeschmack der Nazis entsprach („Frau Hilda Trenker“).
In seiner Monographie berichtet Rupert Feuchtmüller (S. 22), dass Sergius Pauser im Herbst 1944 mit fünftausend sogenannten „Politisch Unzuverlässigen“ in ein Schanz-Lager bei Radkersburg gebracht wurde. Der Schauspieler Curd Jürgens, der auch bei diesem Transport war, schreibt über diese Zeit: „... Ich weiß, dass  Sergius sowohl als auch Boeckl ... recht viel Unangenehmes durchmachen mussten, da die SA-Bewacher mehr und mehr die Nerven verloren und dies an den Gefangenen ausließen.“ (Curd Jürgens in seinen „Erinnerungen“, Autobiographischer Roman, Droemer Knaur Verlag 1976)
Am 6. Juni 1945 erhielt Pauser einen Brief von dem Stadtrat für Kultur- und Volksbildung Dr. Viktor Matejka nach Waidhofen, der, geschrieben auf dem Briefpapier des Bürgermeisters der Stadt Wien, mit folgenden Worten begann:
„Sehr geehrter Herr Professor! Als einen der wenigen Nicht-Parteigenossen in dem vernazten Professorenkollegium der Akademie der bildenden Künste in Wien würde ich Sie gerne in Wien begrüßen...“
In einem Ernennungsantrag der Akademie der bildenden Künste Wiens für Sergius Pauser zum ordentlichen österreichischen Akademieprofessor an das Bundesministerium für Unterricht vom 17. Februar 1946 berichtet Rektor Boeckl, dass der Antrag vom 22. Mai 1943 des damaligen Rektors zur Beförderung Pausers zum planmäßigen Professor abgelehnt worden ist. Dieser Antrag „an die vorgesetzte Dienststelle, konnte aber nicht zum Erfolge führen, weil Prof. Pauser von Berufskollegen wegen nazifeindlicher Bemerkungen angekreidet wurde und sich erst weiter bewähren sollte.“
Pauser fand auch nach 1945 internationale Anerkennung und stellte in aller Welt seine Arbeiten aus. 1955 erhielt er erneut den Preis der Stadt Wien und 1965 zum zweiten Mal den Großen Österreichischen Staatspreis. Er reiste viel, u. a. wiederholt nach Italien und 1950 in die Türkei, wobei vor allem zahlreiche Landschaftsaquarelle entstanden. Seine Bilder hängen u. a. in der Wiener Albertina, der Österreichischen Galerie, im Historischen Museum der Stadt Wien, aber auch in internationalen Museen.
Zu einem Eklat kam es 1955, als Pauser von der österreichischen Regierung der Auftrag erteilt wurde, die feierliche Unterzeichnung des Österreichischen Staatsvertrages auf
Schloss Belvedere in einem Ölgemälde für die Nachwelt festzuhalten. Das erste Ergebnis seiner Bemühungen wurde abgelehnt und von Bundesministerium für Unterricht und Kunst angekauft. Anschließend, über Auftrag sowohl der Stadt Wien als auch des Niederösterreichischen Landesmuseums, schuf Sergius Pauser eine zweite und dritte Fassung seiner an Ort und Stelle entstandenen Ölskizze. Das eher impressionistisch gestaltete Werk wurde von dem damaligen Bundeskanzler Julius Raab mit schroffen Worten abgelehnt. Den Auftrag für ein Staatsvertragsgemälde erhielt der Maler Robert Fuchs; identitätsstiftend für die österreichische Gesellschaft wurde dann aber ein Pressefoto: Außenminister Leopold Figl mit seinen Amtskollegen der Alliierten am Balkon des Oberen Belvedere nach der Unterzeichnung des Vertragswerkes.
Kunsthistorisch gesehen sind besonders Pausers Arbeiten aus seiner sachlichen Phase in den späten 1920er und frühen 1930er Jahren von Bedeutung. Als seine zwei bedeutendsten Werke gelten das Staatsvertragbild aufgrund seiner historischen Dimension, als auch das Bild "Am Hochofen", das die Arbeitsbedingungen der Metallwerker aufzeigt und die sozialkritische Dimension seines Schaffens repräsentiert.
Er wurde am Wiener Zentralfriedhof bestattet.

## Auszeichnungen und Ehrungen
- 1955: Preis der Stadt Wien für Bildende Kunst
- 1965: Großer Österreichischer Staatspreis für Bildende Kunst

Er erhielt ein ehrenhalber gewidmetes Grab auf dem Wiener Zentralfriedhof (Gruppe 40, Nummer 8).